# La Fresneda de la Jara
La Fresneda de la Jara (también simplemente La Fresneda) es una localidad española de la comarca de la Jara, pedanía de Torrecilla de la Jara de la provincia de Toledo, en la comunidad autónoma de Castilla-La Mancha. Su población era de 110 habitantes en 2017 según los datos oficiales del INE.

## Geografía
Situado en un valle de la comarca de la Jara, es atravesado por el pequeño arroyo Valbellido (valle hermoso) y está rodeado de coloridos montes con olivares, encinas y fresnos y de un río llamado Gévalo situado cerca de la población donde los romanos dejaron su historia. Aún conserva el sabor rural y la tranquilidad que caracterizan a los pequeños pueblos de la comarca y las arraigadas costumbres y actividades de las personas del campo que todavía se dedican a la cría de ganado avícola, cuidado de huertos, etc.

## Historia
El fundador de La Fresneda fue Lorenzo Fernández, quien vivía en una labranza rodeada de fresnos (de ahí su nombre). Fue adquiriendo terrenos con su mujer e hijos, los cuales paulatinamente crecieron hasta convertirse en un pueblo que desde sus inicios se hermanó con los pueblos de Retamoso y Torrecilla de la Jara.
Años más tarde de su unificación, Retamoso consiguió disponer de un ayuntamiento propio, circunstancia que por el momento La Fresneda no tiene.
El cementerio viejo, se construyó en La Fresneda en 1893 y desde ese momento deja de ser una labranza para hacerse un pueblo; se nombra un Alcalde pedáneo de Torrecilla en 1907, recayendo el nombramiento sobre Goro Fernández López, nieto del abuelo Lorenzo por la línea de su hijo Miguel.
Hacia 1915 se empezó a tomar amistad con un sacerdote Catedrático de Madrid, D. Sebastián Hernández Bueno que pasaba las vacaciones de verano en La Fresneda. Como no existía iglesia, decía las Misas en las casas y rezaba el Rosario por las noches al freso con la gente. En el año 1926 se planteó la necesidad de la Primera Comunión de los niños.
La primera piedra para la construcción de la iglesia de La Fresneda se puso el 31 de marzo de 1942 y se inauguró el 31 de octubre de 1944 por D. Anastasio Granados, que era entonces Capellán Mozárabe de la Catedral de Toledo. La construcción de la iglesia fue llevada a cabo por un albañil de Belvís, llamado Francisco, descendiente de portugueses, imitando en el estilo a la de Belvís.
El cementerio nuevo se terminó en 1962 y en 1979 se efectuó el traslado de los restos humanos del cementerio viejo. Parece ser que aún queda algún resto sin trasladar del cementerio viejo.
Más adelante llegó a La Fresneda la luz y el teléfono el 18 de julio de 1963 y posteriormente llegó a la plaza en algún otro punto del pueblo el agua corriente.
En 1982 se hizo el alcantarillado y el agua por las casas.
ESCUDO
En el escudo se representa la situación geográfica que ocupa el pueblo. Situado en un valle, y recorrido por el agua del arroyo Valbellido, tan necesaria para la vida. El color marrón- anaranjado, las tierras arcillosas que nos rodean, y que nos han servido para los cultivos y para el alimento de la ganadería.
El azul del cielo, donde quedan representados todos esos fresnedanos, que por desgracia, ya no se encuentran entre nosotros.
Los fresnos, que dan nombre al pueblo.Y la flor de la jara, que hace referencia a la comarca, y nos da el apellido.  

## Patrimonio y lugares a visitar
- Iglesia del siglo XX, en honor a San Lorenzo Justiniano, patrón del pueblo.
- Capilla, santuario dedicado a la Virgen del Fresno.
- Ermita a San José Obrero inaugurada por el obispo de Toledo el 1 de mayo de 2008.
- Embalse del río Gévalo, situado a 1 km de la localidad. Fue construido recientemente para abastecer a las localidades bañadas por este, gracias a una de las depuradoras más modernas de la comunidad autónoma de Castilla-La Mancha.
- Río arriba encontramos el "Martinete", donde podemos ver los molinos de agua que abastecieron a los habitantes del pueblo en los tiempos de la Guerra Civil y parte de la posguerra.

## Educación
Hasta hace poco el pueblo disponía de un colegio público "C.P Obispo Doctor Granados" en funcionamiento, dedicado al obispo Don Anastasio Granados quien contribuyó durante muchos años en la mejora del pueblo así como en la construcción de su actual iglesia pero, debido al éxodo rural, el pueblo ha pasado a tener un número muy reducido de niños y de cursos muy variados por lo que no es rentable impartir las clases y por ello van a los colegios e institutos de las localidades vecinas de Alcaudete de la Jara y Belvís de la Jara.

## Fiestas
- 16 de julio. Fiestas en honor a la Virgen del Carmen.
- Último domingo de agosto. Fiestas en honor a la Virgen del Valle en Torrecilla de la Jara.
- Viernes y primer fin de semana de septiembre. Fiestas patronales de San Lorenzo Justiniano (en honor y recuerdo del fundador del pueblo "el abuelo Lorenzo").
- El primer fin de semana de julio se organiza el Fresnerock's, festival de música.

## Costumbres
La matanza, la vendimia, recogida de aceitunas, etc.

## Asociaciones en La Fresneda de la Jara
- Asociación de mujeres "Las Fresnedanas".
- Asociación de jóvenes "Amigos de La Fresneda".
- Asociación de vecinos "San Lorenzo".
- Asociación de pensionistas y jubilados "La Esperanza".
- Peña Ciclista Valbellido.
- Hermandad de San Lorenzo Justiniano.
- Hermandad de la Virgen del Carmen.
- Asociación de Cazadores "El Fresno".

## Turismo rural
Pese a ser un pueblo tan pequeño, es visitado por muchas personas de los alrededores debido a que posee unas sierras no muy conocidas, casi vírgenes y de un embalse en el cual se puede pescar.
Desde el año 2000 dispone de una casa rural, Las tres Marías.